# Lisandro Beratz
Lisandro Agustín Beratz (Bahía Blanca, Provincia de Buenos Aires, 28 de febrero de 1979) es un futbolista argentino. Juega de marcador central en el club Sansinena, equipo de la Liga del Sur de Bahía Blanca, Argentina.

## Clubes
| Club                      | País      | Año       |
| ------------------------- | --------- | --------- |
| Olimpo (Bahía Blanca)     | Argentina | 2001-2002 |
| Rosario Puerto Belgrano   | Argentina | 2003-2005 |
| Racing (Olavarría)        | Argentina | 2005-2006 |
| Textil Mandiyú            | Argentina | 2006-2007 |
| Santamarina               | Argentina | 2007-2010 |
| Desamparados (San Juan)   | Argentina | 2010-2012 |
| Unión (Mar del Plata)     | Argentina | 2012      |
| Guillermo Brown           | Argentina | 2013-2014 |
| Sansinena (General Cerri) | Argentina | 2016      |